# 3321 Dasha
3321 Dasha (1975 TZ2) là một tiểu hành tinh vành đai chính được phát hiện ngày 3 tháng 10 năm 1975 bởi Chernykh, L. ở Nauchnyj.